# Julio Lozano Díaz

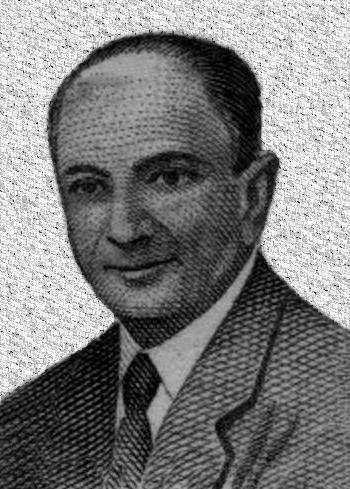
Julio Lozano Díaz

Julio Lozano Díaz (* 27. März 1885 Tegucigalpa, Honduras; † 20. August 1957 in Miami, Florida) war vom 5. Dezember 1954 bis zum 21. Oktober 1956 Präsident von Honduras.

## Leben
Diaz Eltern waren Josefa Díaz Gónzales und Julio Lozano Travieso. Er war gelernter Buchhalter. Er arbeitete im Bergbau-Unternehmen von Washington S. Valentine, der Rosario Mining Company, in San Juancito. Er wurde Geschäftsleiter des Fuhrunternehmens Dean und Verwalter der Einnahmen und Zölle des Puerto Castilla, La Ceiba und Tela. 1933 wurde er stellvertretender Vorsitzender des Parlamentes. Im Regierungskabinett von Tiburcio Carías Andino war er Wirtschafts- und Finanzminister. 1937 und 1938 war er Außenminister.
Er war mit Laura Vigil Lozano verheiratet. Er war Verhandlungspartner in den Verhandlungen um die Schulden aus dem ferrocarril interoceánico Projekt, welche seit der Regierung José María Medina den honduranische Staat belasteten. Im Regierungskabinett von Juan Manuel Gálvez Durón (1949–1954) war er dessen Stellvertreter, Regierungs-, Finanz-, Entwicklungs-, Arbeits- und Gesundheitsminister. Julio Lozano Díaz wurde von Juan Manuel Gálvez Durón 1949 zu seinem Stellvertreter ernannt. Als sich dieser am 5. Dezember 1954 bei einer medizinischen Untersuchung in den USA aufhielt, setzte ihn Lozano ab. Lozano behauptete, Gálvez Durón wäre aus gesundheitlichen Gründen zurückgetreten.
Bei den Wahlen am 10. Oktober 1954 erhielt er keine Mehrheit, deshalb wurde er am 6. Dezember 1954 vom Parlament zum Präsidenten ernannt. Am 17. Februar 1955 besuchte ihn Richard Nixon als Außenminister der Regierung von Dwight D. Eisenhower. Es bildete sich eine bewaffnete Bewegung, welche ihn am 1. August 1956 stürzen wollte. Für den 7. Oktober 1956 wurde zu Wahlen zu einer verfassungsgebenden Versammlung aufgerufen. Einer Koalition aus PUN und dem Movimiento Nacional Reformista errang im Oktober 1956 eine Wahlfälschung.
Mitte Oktober 1956 ging er ins Exil und übergab die Präsidentschaft an den mittlerweile zum vorsitzenden Richter des obersten Gerichtes avancierten Juan Manuel Gálvez zurück.

## Veröffentlichungen
- Conceptos errados de tres políticos hondureños, 1936
- La industria minera en Honduras protegida por el Estado, 1938

## Regierungskabinett
- Regierungs- und Justizverwaltungsminister: Salomón Jiménez Castro, Lisandro Valle Turcios.
- Außenminister: Esteban Mendoza.
- Minister für Bodenschätze: Ángel Sevilla Rámirez, Santiago Meza Cálix.
- Finanzminister: Pedro Pineda Madrid.
- Gesundheits und Wohlstandsminister: Manuel Cáceres Vijil.
- Bildungsminister: Enrique Ortez Pinel.
- Arbeits-, Sozial und Mittelstandsminister: Mariano P. Guevara.
- Minister für Entwicklung und öffentliche Arbeiten: Gregorio Reyes Zelaya.
- Verteidigungsminister: J. Antonio Inestroza[1]